# Ханни, Софьян
Софьян Ханни́ (араб. سفيان هاني‎, фр. Sofiane Hanni; род. 29 декабря 1990, Иври-сюр-Сен, Франция) — алжирский и французский футболист, полузащитник клуба «Аль-Ахли». Выступал за сборную Алжира.

## Биография
Ханни родился во Франции в семье алжирских эмигрантов. Он рос в пригороде Парижа Витри-сюр-Сен вместе с Седриком Бакамбу. С Бакамбу они занимались в одной местной команде.

## Клубная карьера
Софьян Ханни — воспитанник клубов «Иври», «Булонь-Бийанкур» и «Нант». 1 декабря 2009 года в матче против «Седана» дебютировал в Лиге 2, в составе последнего, заменив во втором тайме Вильяма Ванкёра, однако в составе так и не закрепился.
Летом 2011 года контракт с «канарейками» закончился и Софиан на правах свободного агента присоединился к турецкому «Кайсери Эрджиесспор». 10 сентября в матче против «Буджаспора» он дебютировал в Первой турецкой лиге. 25 сентября в поединке против «Карталспора» Ханни сделал «дубль», забив свои первые голы за «Кайсери Эрджиесспор». В своём дебютном сезоне Софиан забил 11 мячей и стал лучшим бомбардиром команды. В 2013 году он помог клубу выйти в элиту.
Летом того же года Ханни перешёл в «Османлыспор». 14 сентября в матче против «Тавшани Ливнитспора» дебютировал за новую команду. 18 сентября в поединке против «Фетхиеспора» забил свой первый гол за «Османлыспор». После успешного сезона за «Османлыспор» на Ханни начали обращать внимание из-за рубежа. Был интерес из Лиги 2 и из Китая, однако Ханни выбрал предложение бельгийского «Мехелена».
Летом 2014 года Ханни перешёл в бельгийский «Мехелен». 27 июля в матче против «Генка» дебютировал в Жюпиле лиге. В этом же поединке забил свой первый гол за «Мехелен». В 2016 году получил звания лучшего игрока арабского происхождения и лучшего игрока африканского происхождения в чемпионате Бельгии, а также игрока года по версии Королевской бельгийской футбольной ассоциации.
Летом того же года за 1,5 миллиона евро он перешёл в «Андерлехт». 26 июля в матче квалификации Лиги чемпионов против российского «Ростова» Ханни дебютировал за новую команду. В этом же поединке он забил свой первый гол за «Андерлехт». 20 апреля 2017 года в матче 1/4 Лиги Европы против «Манчестер Юнайтед» забил гол. Стал первым игроком в истории Лиги Европы, кто забил «Манчестер Юнайтед» на «Олд Траффорд». В своём дебютном сезоне стал чемпионом Бельгии, вскоре также стал капитаном команды. 28 января 2018 года в матче против льежского «Стандарда» Ханни сделал хет-трик. В составе «Андерлехта» выиграл чемпионат и Суперкубок Бельгии 2017 года.
31 января 2018 года Ханни подписал контракт на 3,5 года с московским «Спартаком». 15 февраля в поединке Лиги Европы против испанского «Атлетика Бильбао» дебютировал за новый клуб, заменив во втором тайме Дениса Глушакова. 11 марта в матче против «СКА-Хабаровск» дебютировал в РФПЛ. 17 марта в матче против «Рубина» Софьян забил свой первый мяч за «Спартак». 8 ноября в матче Лиги Европы против шотландского «Рейнджерс» он отметился забитым мячом.
Массимо Каррера, будучи главным тренером «Спартака» в момент прихода Ханни в команду, не рассматривал алжирца в качестве основного полузащитника, часто Софьян выходил только на замену. В ноябре 2018 года Олег Кононов был назначен главным тренером «Спартака» вместо Карреры, новый тренер стал гораздо больше доверять алжирцу. Уже в первом матче Кононова в «Спартаке» 25 ноября Ханни отыграл все 90 минут против «Крыльев Советов» и забил первый мяч команды, в итоге «красно-белые» победили 3:1. В следующем матче чемпионата России против «Локомотива» Ханни сделал две голевые передачи на Дениса Глушакова и Луиса Адриано, и «Спартак» переиграл «Локомотив» 2:1. 6 декабря Ханни забил единственный мяч «Спартака» в матче Кубка России против «Урала» (1:1).
22 июля 2019 года было объявлено о переходе Ханни в катарский «Аль-Гарафа», вопреки ранее сделанным Ханни заявлениям о желании остаться в составе «Спартака». 22 августа в матче против «Аль-Шахания» он дебютировал в чемпионате Катара. В этом же поединке Софиан забил свой первый гол за «Аль-Гарафа». Летом 2022 года Ханни перешёл в «Аль-Ахли». 1 августа в матче против «Умм-Салаль» он дебютировал за новую команду. 17 августа в поединке против «Аль-Садд» Софиан забил свой первый гол за «Аль-Ахли». 

## Карьера в сборной
Ханни выступал за молодёжные сборные Франции. В 2016 году он получил предложение выступать за свою историческую родину Алжир. 26 марта в отборочном матче Кубка африканских наций 2017 против сборной Эфиопии он дебютировал за сборную Алжира. 7 января в товарищеском матче против сборной Мавритании Софиан забил свой первый гол за национальную команду.
В 2017 году Ханни принял участие в Кубке африканских наций в Габоне. На турнире он сыграл в матче против сборной Туниса и Сенегала. В поединке против тунисцев Софиан забил гол.

### Голы за сборную Алжира
| # | Дата           | Место                                      | Соперник   | Счет | Результат | Соревнование      |
| - | -------------- | ------------------------------------------ | ---------- | ---- | --------- | ----------------- |
| 1 | 7 января 2017  | Стадион имени Мустафы Чакера, Блида, Алжир | Мавритания | 1:1  | 3:1       | Товарищеский матч |
| 2 | 19 января 2017 | Стад де Франсвиль, Франсвиль, Габон        | Тунис      | 1:2  | 1:2       | КАН 2017          |
| 3 | 6 июня 2017    | Стадион имени Мустафы Чакера, Блида, Алжир | Гвинея     | 1:0  | 2:1       | Товарищеский матч |
| 4 | 11 июня 2017   | Стадион имени Мустафы Чакера, Блида, Алжир | Того       | 1:0  | 2:1       | Отбор КАН 2019    |

## Достижения
Командные
«Андерлехт»
- Чемпион Бельгии: 2016/17
- Обладатель Суперкубка Бельгии: 2017

«Спартак»
- Бронзовый призёр чемпионата России: 2017/18

Индивидуальные
- Лучший африканский игрок чемпионат Бельгии — 2015/2016
- Игрок года по версии Королевской бельгийской футбольной ассоциации — 2015/2016